# Simopone chapmani
Simopone chapmani är en myrart som beskrevs av Taylor 1966. Simopone chapmani ingår i släktet Simopone och familjen myror. Inga underarter finns listade i Catalogue of Life.

## Bildgalleri

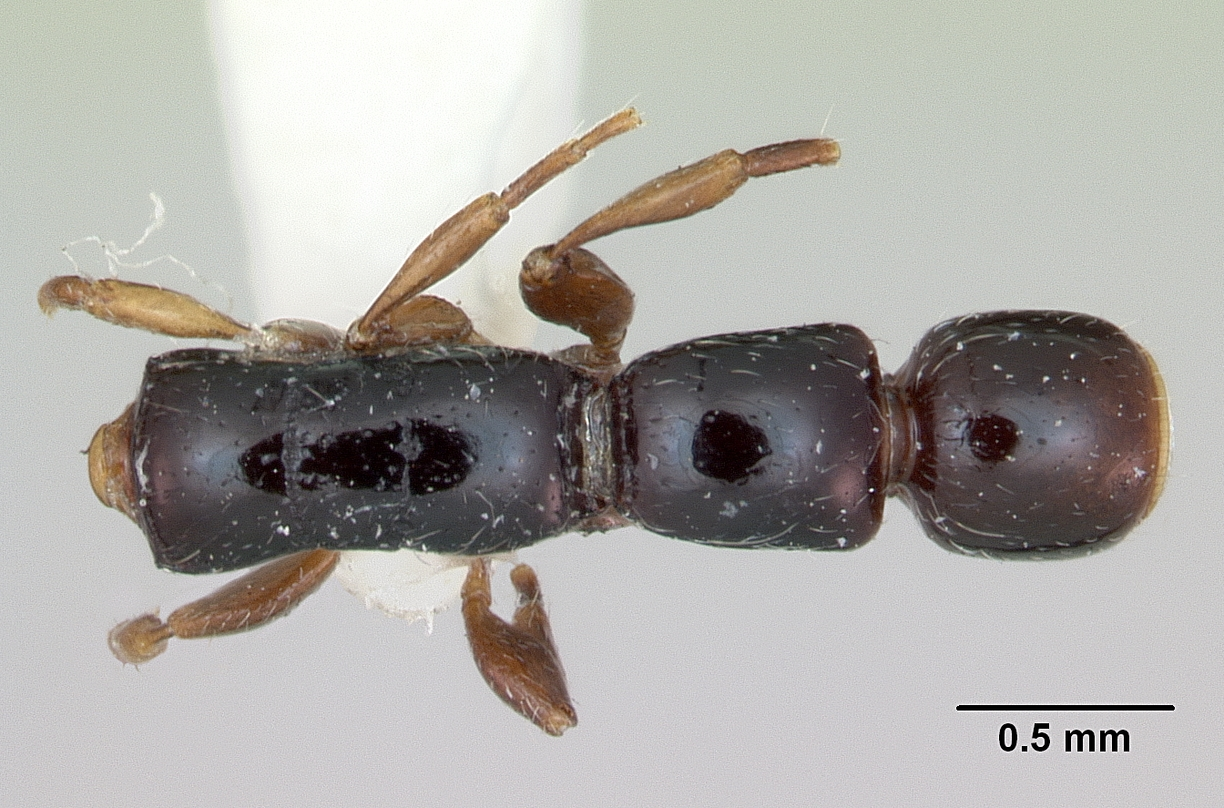
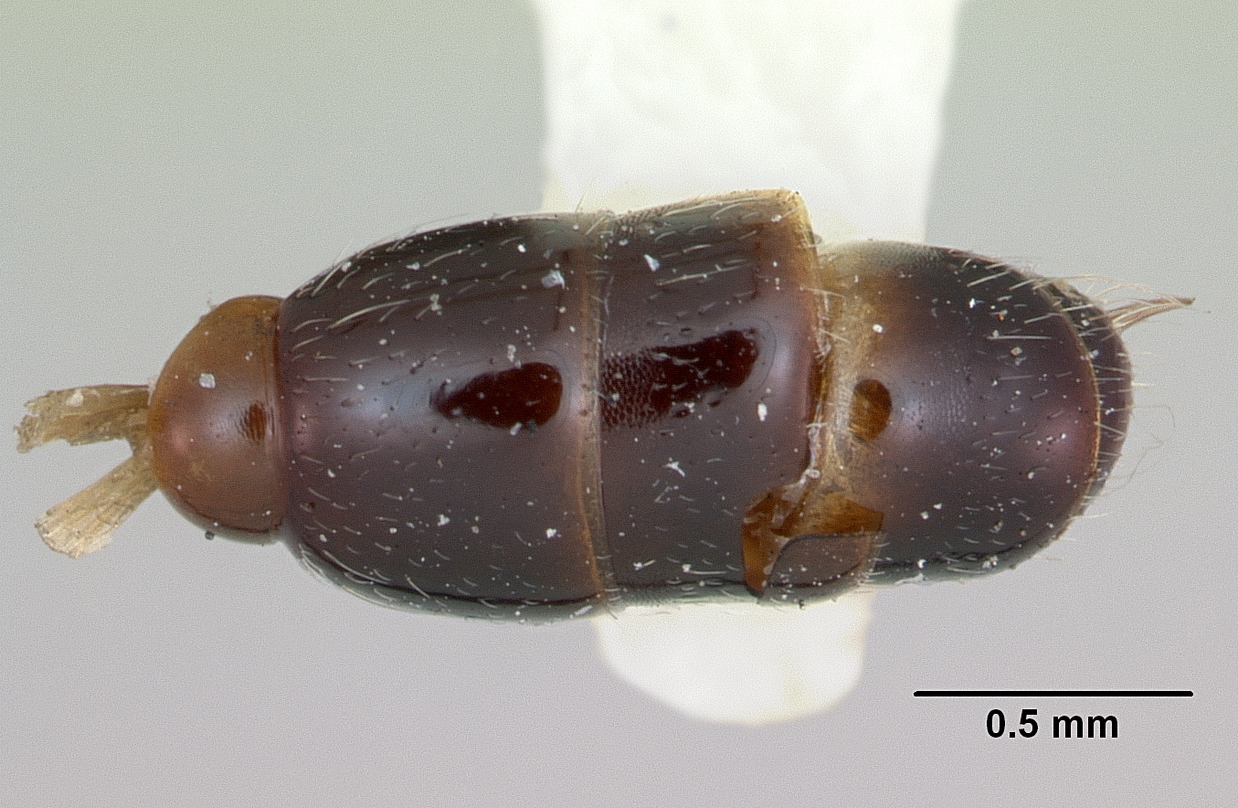
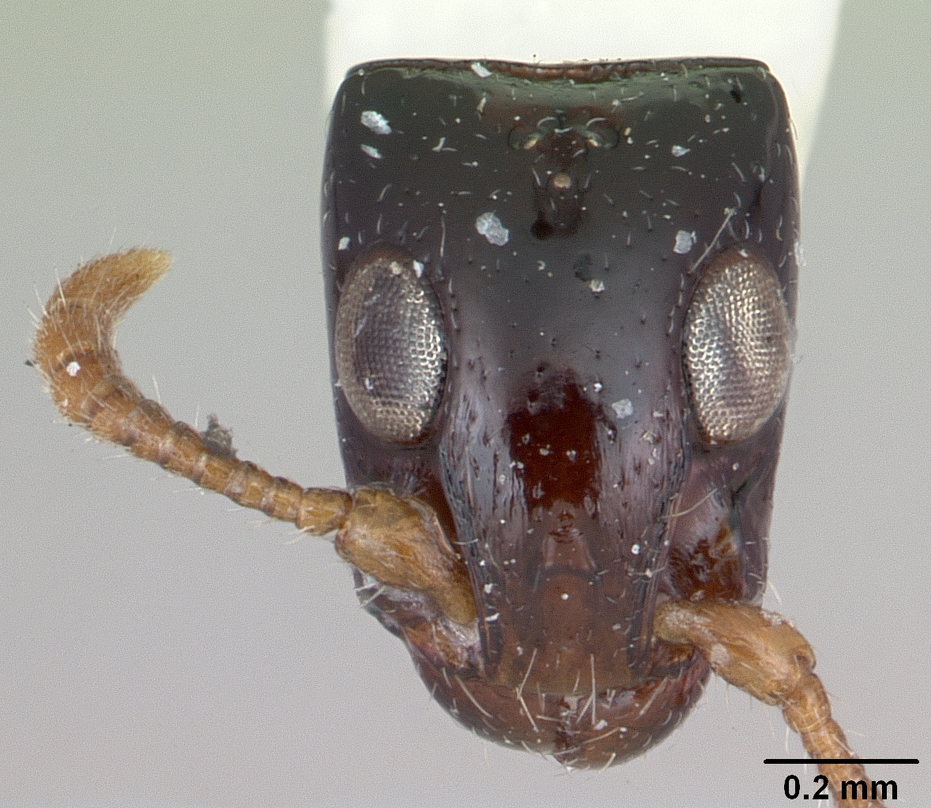
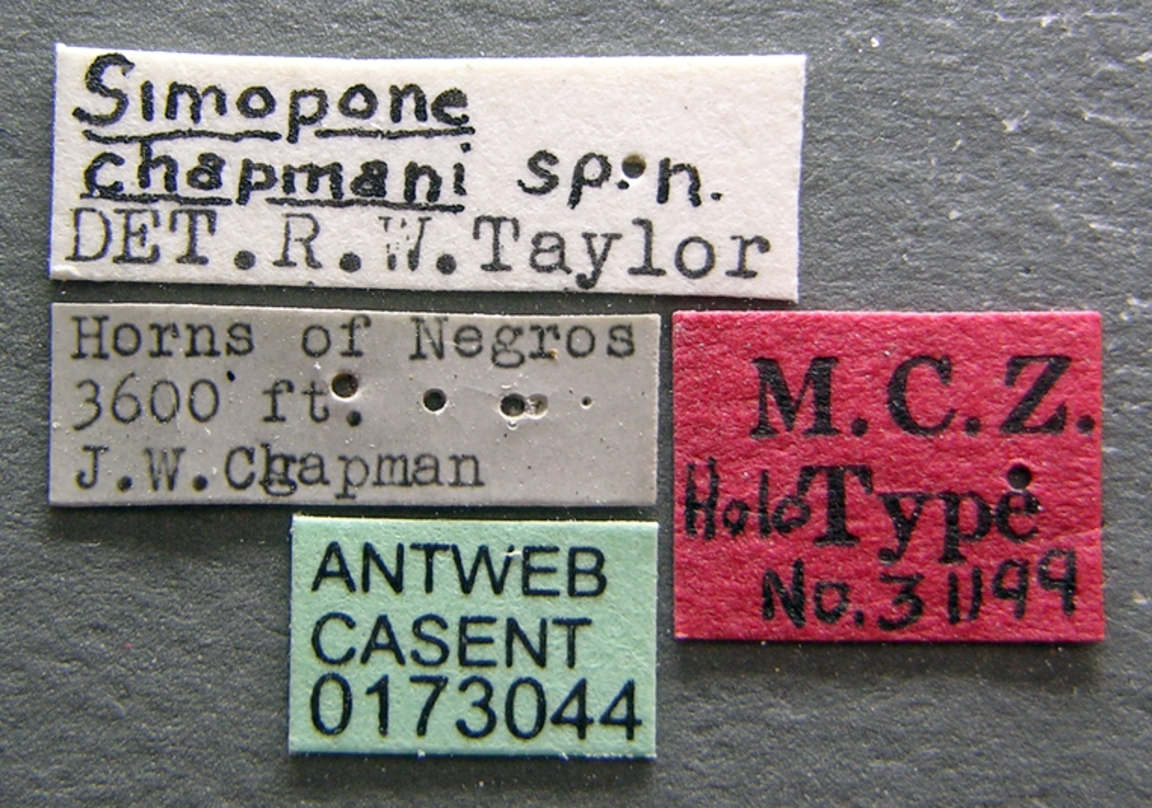
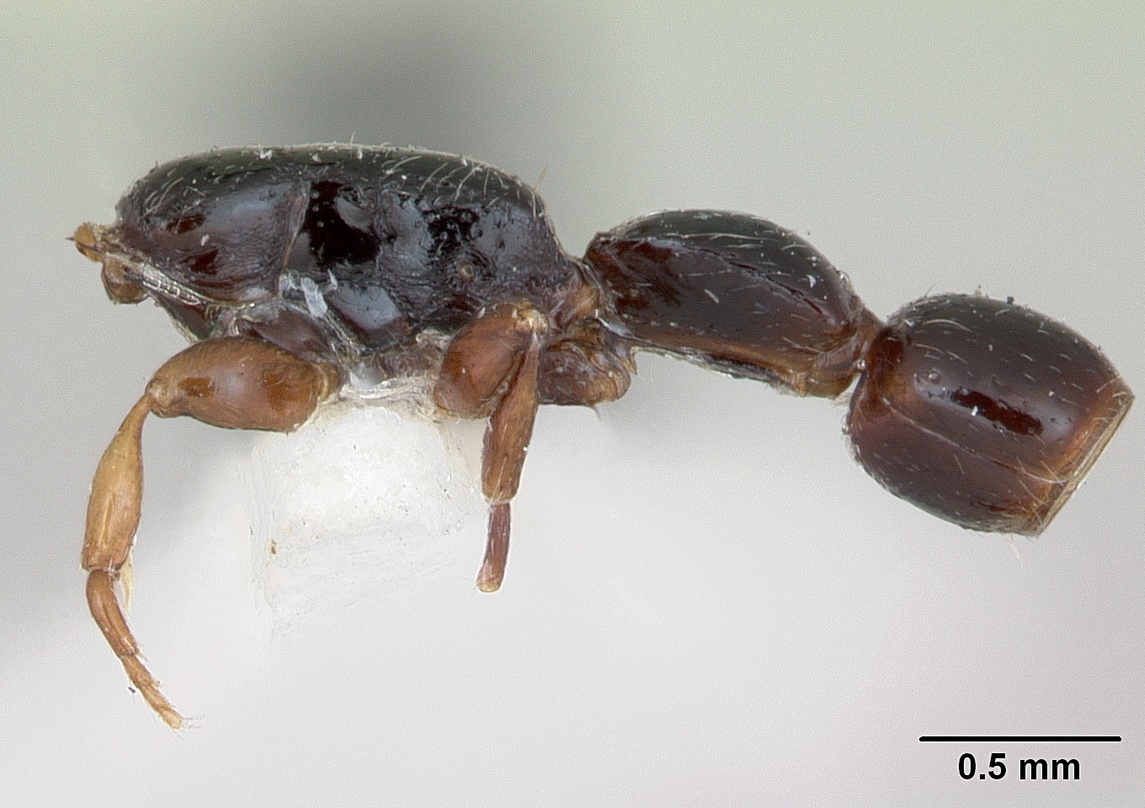
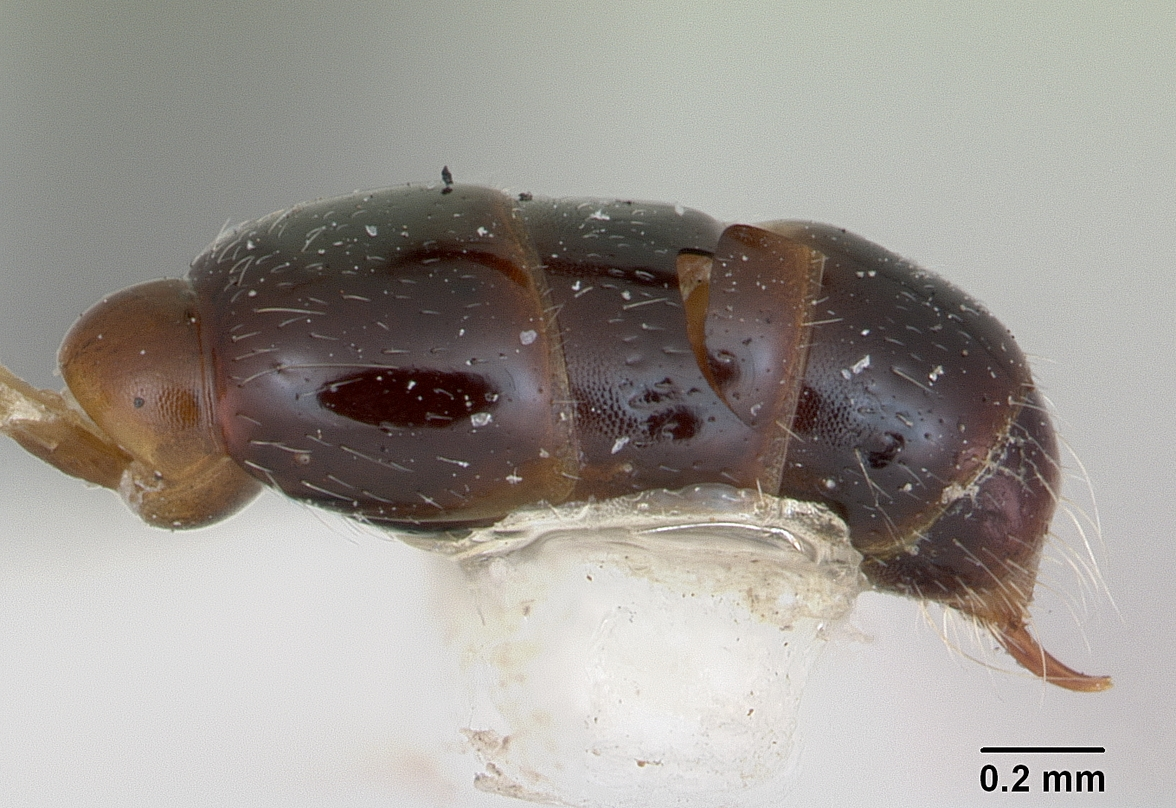